# Château de Kururi
Le château de Kururi (久留里城, Kururi-jō) se trouve à Kimitsu, au sud de la préfecture de Chiba au Japon. À la fin de la période Edo, le château était le siège d'une branche du clan Kuroda, daimyos du domaine de Kururi. Le château était aussi connu sous le nom de U-jō (雨城, château des pluies), d'après une légende selon laquelle il plut vingt et une fois au cours de sa construction, ou, en moyenne, une fois tous les trois jours.

## Histoire
Le château de Kururi original était une fortification de montagne construite par Takeda Nobunaga (1401-1477) durant l'époque Muromachi, et dirigée par ses descendants, le clan Mariya, à partir de 1540. Avec l'extension du clan Satomi de la province d'Awa pendant l'époque Sengoku, le château fut pris par Satomi Yoshitaka qui s'en servit comme base d'opérations contre le clan Go-Hōjō, basé au château d'Odawara. Les Hōjō essayèrent à plusieurs reprises, mais en vain, de s'emparer du château et, finalement, réussirent en 1564. Ils le reperdirent juste trois ans plus tard en 1567 quand les Satomi le récupérèrent.
À la suite du siège d'Odawara en 1590, Toyotomi Hideyoshi punit le clan Satomi en le privant de ses territoires dans la province de Kazusa. Avec l'entrée de Tokugawa Ieyasu dans la région de Kantō, il accorda les fortifications de Kururi à l'un de ses vassaux, Matsudaira (Ōsuga)  Tadamasa, et le désigna daimyō du domaine de Kururi, d'une valeur de 30 000 koku. Osugi Tadamasa construisit l'essentiel des fortifications actuelles du château de Kururi et établit une jōkamachi (ville-château) à sa base. À la suite de la bataille de Sekigahara, le clan Ōsuga fut transféré au château de Yokosuka dans la province de Suruga et fut remplacé par le clan Tsuchiya avec une réduction de revenus à 20 000 koku. Le han fut supprimé en 1679 et le château fut laissé à l'abandon.
En 1742, le domaine de Kururi fut rétabli et Kuroda Naozumi transféré du domaine de Numata dans la province de Kazusa. Il y reconstruisit les fortifications de l'ancien château et ses descendants continuèrent de régir le domaine de Kururi jusqu'à la restauration de Meiji.
En 1872, sur ordre du gouvernement de Meiji, ce qui subsistait des structures du château fut détruit. L'emplacement qui contenait les restes des douves, des travaux de terrassement et un puits fut transformé en parc en 1955. L'actuel tenshu (donjon) a été reconstruit en 1979 pour soutenir le tourisme local. Il a été bâti près des anciennes fondations en terre du tenshu original. Le donjon de la période Edo avait deux étages et deux toits. La réplique actuelle n'est pas exactement fidèle d'un point de vue historique et possède trois niveaux intérieurs qui hébergent un musée consacré essentiellement consacré à des expositions sur l'histoire locale.